# فرودگاه بیور (اکلاهما)
فرودگاه بیور (اکلاهما) (به انگلیسی: Beaver Municipal Airport (Oklahoma)) یک فرودگاه همگانی بهره‌برداری هوایی است که یک باند فرود آسفالت و شن دارد و طول باند آن ۹۲۴ متر است. این فرودگاه در کشور ایالات متحده آمریکا قرار دارد و در ارتفاع ۷۵۹ متری از سطح دریا واقع شده‌است.